# Undervisningsform
Undervisningsformen er lærerens aktiviteter i undervisningen. Man taler i den forbindelse om undervisning, som er henholdsvis deduktiv, induktiv eller funktionel. På en anden led kan undervisningen være bestemt af den grad af egenaktivitet, som eleverne må yde. Det kan udmøntes i f.eks. samtaleundervisning, gruppearbejde, enkeltmandsopgaver, instruktion, foredrag eller brainstorming.